# Alvis 3½ litre
La Alvis 3½ litre è un'autovettura prodotta dalla casa automobilistica britannica Alvis dal 1935 al 1936.

## Descrizione
Nel 1935 la Alvis presentò 3½ litre SA, dotata di un motore in linea a sei cilindri con tre carburatori SU avente una cilindrata di 3.571 cm³ (alesaggio × corsa = 83 mm x 110 mm), che erogava una potenza di 102 CV (75 kW) a 3.600 giri/min. Il telaio aveva un passo di 3.226 mm e una carreggiata di 1.422 mm. Le sospensioni al retrotreno seguivano lo schema ad assale rigido con molle a balestra semiellittica. L'avantreno invece era composto da sospensioni indipendenti con una molla a balestra per lato. La vettura raggiungeva una velocità massima di 149 km/h.
Il modello era disponibile con carrozzeria berlina, cabriolet e turismo. La vettura risultava lunga 4.712 mm e larga 1.702 mm. Di solito la Alvis consegnava al cliente solo il telaio e al meccanica, poi a esso il cliente faceva installare la carrozzeria da un'azienda terza.
Nel 1937 la 3½ litre SA fu sostituita dalla Alvis Speed 25 SB e dalla Alvis 4.3 litre.